# Кральова-при-Сенці
Кральова-при-Сенці (словац. Kráľová pri Senci) — село, громада округу Сенець, Братиславський край, південно-західна Словаччина. Кадастрова площа громади — 19,91 км².
Населення 2052 особи (станом на 31 грудня 2017 року).

## Історія
Кральова-при-Сенці згадується 1335 року.

## Населення
| Рік:            | 1994. | 2004.   | 2014.    | 2024.    |
| --------------- | ----- | ------- | -------- | -------- |
| Кількість осіб: | 1395  | 1426    | 1800     | 2308     |
| Різниця:        |       | +2,22 % | +26,22 % | +28,22 % |

| Рік:            | 2023. | 2024.   |
| --------------- | ----- | ------- |
| Кількість осіб: | 2321  | 2308    |
| Різниця:        |       | -0,56 % |